# Stade 15 de Abril
Le stade 15 de Abril est un stade de football situé à Santa Fe (Argentine), inauguré en 1929.
Il accueille les matchs à domicile du club du Club Atlético Unión, évoluant en première division, il porte comme nom la date de fondation du club.

## Histoire
La construction du stade commence en 1928, sur un terrain appartenant au Club Atlético Unión. En 1924, le club voulait inauguré le stade à la date anniversaire du club, le 15 avril, mais des retards repoussent la fête au 28 avril.
Le 18 décembre 1943, au cours d'un match amical la tribune en bois des visiteurs s'effondre. À la suite de cet incident les tribunes sont construites en béton.
Le stade avait une capacité de 20000 places en 2012, mais un projet en cours prévoit un agrandissement à 40000 places, ces travaux se feront en quatre étapes. La première phase terminée apportera la capacité à 29000 places.